# Lagunitas
Pour les articles homonymes, voir Lagunitas (homonymie).
Lagunitas est une communauté non incorporée de Californie dans le Comté de Marin.

## Géographie
Lagunitas est une communauté située dans le comté de Marin, en Californie. Elle est située à 10 miles (16 km) au sud-ouest de Novato et à une altitude de 217 pieds (66 m).

## Personnalités liées è la commune
- Klaus Kinski est décédé dans la commune.